# Municipio de Omega (Arkansas)
El municipio de Omega (en inglés: Omega Township) es un municipio ubicado en el condado de Carroll en el estado estadounidense de Arkansas. En el año 2010 tenía una población de 489 habitantes y una densidad poblacional de 5,43 personas por km².

## Geografía
El municipio de Omega se encuentra ubicado en las coordenadas 36°12′48″N 93°33′51″O / 36.21333, -93.56417. Según la Oficina del Censo de los Estados Unidos, el municipio tiene una superficie total de 90.07 km², de la cual 90,07 km² corresponden a tierra firme y (0 %) 0 km² es agua.

## Demografía
Según el censo de 2010, había 489 personas residiendo en el municipio de Omega. La densidad de población era de 5,43 hab./km². De los 489 habitantes, el municipio de Omega estaba compuesto por el 93,66 % blancos, el 0,2 % eran afroamericanos, el 1,23 % eran amerindios, el 0,61 % eran asiáticos, el 2,25 % eran de otras razas y el 2,04 % eran de una mezcla de razas. Del total de la población el 3,48 % eran hispanos o latinos de cualquier raza.